# Marlboro Man
Marlboro Man je postava, která se používala v reklamních kampaních na cigarety Marlboro. Ve Spojených státech, kde kampaň vznikla, se používala od roku 1954 do roku 1999. Postava Marlboro Man byla poprvé navržena reklamní agenturou Leo Burnett v roce 1954. Na snímcích se zpočátku objevovali drsní muži ztvárnění v různých rolích, později však především drsný kovboj nebo kovbojové v malebné divoké krajině. Reklamy byly původně koncipovány jako způsob, jak zpopularizovat cigarety s filtrem, které byly v té době (50. léta) považovány za zženštilé.
Kampaň, kterou vytvořila agentura Leo Burnett Worldwide, je považována za jednu z nejúspěšnějších reklamních kampaní všech dob. Během několika měsíců proměnila kampaň, zaměřenou na ženy, se sloganem „Mírná jako máj“ v kampaň mužskou. Prvními modely byli většinou zaměstnanci reklamní agentury Leo Burnett a společnosti Philip Morris. Řada modelů, kteří ztvárnili postavu Marlboro Man, zemřela na nemoci související s kouřením. Kovbojové se však ukázali být populární, což vedlo ke kampaním „Marlboro Cowboy“ a „Marlboro Country“.

## Reklamní úspěch...
Použití kampaně Marlboro Man mělo velmi významný a okamžitý vliv na prodej. V roce 1955, kdy byla kampaň Marlboro Man zahájena, činil prodej 5 miliard dolarů, ale do roku 1957 vzrostl na 20 miliard dolarů, což představovalo 300% nárůst během dvou let. Společnost Philip Morris díky kampani Marlboro Man snadno překonala rostoucí obavy o zdraví a ukázala silnou schopnost tabákového průmyslu využívat masový marketing k ovlivňování veřejnosti.

## ...a ústup ze slávy
V mnoha zemích je Marlboro Man ikonou minulosti kvůli rostoucímu tlaku na omezení reklamy na tabákové výrobky z důvodu ochrany zdraví. Image Marlboro Man se však používala ještě i v 21. století v zemích, jako je Německo, Polsko a Česko. V omezené míře stále pokračuje (například na automatech na tabákové výrobky) ve Spojených státech a Japonsku.